# Бджола (золота монета)
«Бджола́» — золота пам'ятна монета номіналом 2 гривні, випущена Національним банком України, присвячена бджолі, що уособлює мудрість, родючість та працьовитість.
Монету було введено в обіг 25 березня 2010 року. Вона належить до серії «Найменша золота монета».

## Опис монети та характеристики
| Номінал грн. | Метал  | Маса, грам | Діаметр, мм. | Якість виготовлення       | Гурт    | Тираж, штук |
| ------------ | ------ | ---------- | ------------ | ------------------------- | ------- | ----------- |
| 2            | золото | 1,24       | 13,92        | спеціальний анциркулейтед | гладкий | 10 000      |

### Аверс
На аверсі монети в намистовому колі розміщено малий Державний Герб України, над яким — рік карбування монети — 2010; між намистовим колом і кантом монети — кругові написи: «НАЦІОНАЛЬНИЙ БАНК УКРАЇНИ» (угорі), «2 ГРИВНІ» (унизу), а також позначення металу, його проби — Au 999,9 (ліворуч), маса — 1,24 та логотип Монетного двору Національного банку України (праворуч).

### Реверс

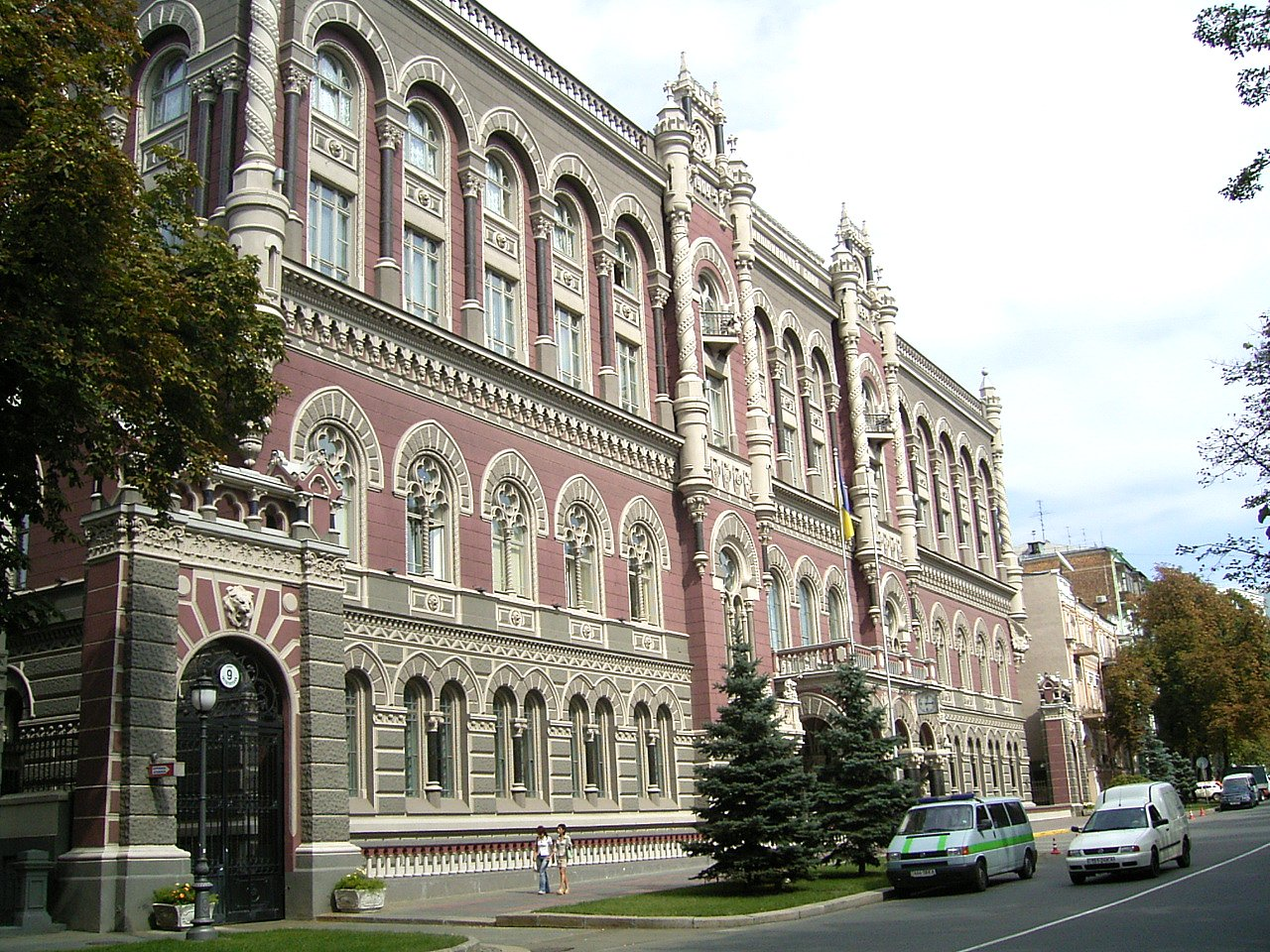
Будівля Національного банку України

На реверсі монети зображено бджолу медоносну та розміщено півколом написи: «БДЖОЛА» (угорі), а внизу розміщено наукову назву виду — «APIS MELLIFERA».

## Автори
- Художник — Дем'яненко Володимир.
- Скульптор — Дем'яненко Володимир.

## Вартість монети
Ціна монети — 582 гривні була вказана на сайті Національного банку України в 2010 році.
Фактична приблизна вартість монети, з роками змінювалася так:
| Рік        | 2010 | 2011 | 2012 | 2013 | 2014  | 2015  | 2016  | 2017  | 2018  | 2019  | 2020  | 2021  | 2022  | 2023  | 2024  | 2025   |
| ---------- | ---- | ---- | ---- | ---- | ----- | ----- | ----- | ----- | ----- | ----- | ----- | ----- | ----- | ----- | ----- | ------ |
| Ціна, грн. | 600  | 700  | 850  | 940  | 1 030 | 1 550 | 1 890 | 2 100 | 2 550 | 2 200 | 2 800 | 3 200 | 3 500 | 5 000 | 6 600 | 10 000 |